# Fibromyalgie
 Mise en garde médicale
La fibromyalgie (FM), ou syndrome fibromyalgique a également été appelée fibrosite, syndrome polyalgique idiopathique diffus (SPID) ou polyenthésopathie. Elle est définie comme « un syndrome constitué de symptômes chroniques d’intensité modérée à sévère incluant des douleurs chroniques diffuses sans cause apparente et une sensibilité à la pression, associées à de la fatigue, des troubles cognitifs et du sommeil et de nombreuses plaintes somatiques », sans lésion ou dysfonctionnement organique identifiable.
Il est possible qu'il s'agisse d'anomalies du système nerveux central (perception, transmission et intégration de la douleur) entraînant notamment des troubles cognitifs, des troubles de l'humeur, des troubles du sommeil, des troubles digestifs. S'y associe toujours une fatigue, plus ou moins importante et qui dans certains cas graves mène au diagnostic de syndrome de fatigue chronique.
Il s'agit d'une pathologie fréquente dont l'évolution est chronique et dont l'intensité est variable dans le temps et selon les individus, mais qui peut parfois altérer profondément la qualité de vie. Elle touche le plus souvent les femmes d'âge moyen et son étiologie, diverse et multiple, est encore mal comprise.
Le diagnostic est établi d'après l'examen clinique, qui peut être totalement normal en dehors d'une sensibilité à la pression des tissus mous. Les analyses biologiques basiques ne mettent souvent aucune anomalie en évidence, mais permettent d'écarter la présence d'autres pathologies graves.

## Épidémiologie
Après l'arthrose, la fibromyalgie est la maladie rhumatismale la plus fréquente. Sa prévalence est estimée à 2 à 8 % de la population aux États-Unis , selon les critères de diagnostic utilisés. En France, un rapport gouvernemental de 2007 donne une prévalence française estimée à 3,4 % chez la femme et à 0,5 % chez l'homme. Elle touche environ 900 000 personnes au Canada (en 2008), environ 2 % à 3 % des adultes.
La fibromyalgie représente de 1 à 2 % des motifs de consultations en médecine générale, de 5 à 7 % en rhumatologie, et jusqu'à 10 à 20 % en service spécialisé (centres contre la douleur).
La fibromyalgie peut toucher des individus de tout âge et des deux sexes. Classiquement, elle est beaucoup plus fréquente chez les femmes de 20 à 50 ans. Cependant, cette prévalence très élevée chez les femmes (7 à 9 pour 1 homme) pourrait avoir pour origine un sous-diagnostic chez les hommes[source insuffisante]. Avec les nouveaux critères de diagnostic de 2011, le ratio devient 2 femmes pour 1 homme, ce qui est le rapport habituel des états douloureux chroniques.
En 2014, selon les auteurs américains (qui s'appuient sur, ou demandent, des études validées), la prévalence est similaire dans les différents pays, cultures et ethnies. Il n'y a pas d'indices d'une prévalence plus forte dans les pays industrialisés.
De même, le niveau d'éducation et le statut socio-économique plus faibles ont pu être retrouvés comme facteurs de risque en Grande-Bretagne et en France.

## Signes et symptômes
La fibromyalgie se présente sous forme d'un syndrome associant des douleurs diffuses, et des troubles subjectifs tels qu'une fatigue, des troubles du sommeil, des troubles cognitifs mineurs et des troubles de l'humeur fluctuant avec le temps. Cependant, la fibromyalgie est une pathologie difficile à diagnostiquer car les patients présentent souvent des tableaux cliniques plus ou moins éloignés.

### Douleurs
De début insidieux, les douleurs sont présentes sur le long terme (au moins 3 mois jusqu'à des années). Ce syndrome douloureux est diffus (« mal partout »). Il s'agit de douleurs spontanées à prédominance axiale (autour de la colonne vertébrale), mais aussi localisées à d'autres zones (épaules, bras, bas du dos, fesses, cuisse, genoux…).
Elles sont décrites comme permanentes et fluctuantes, variables d'un jour à l'autre, en localisation et en intensité. Elles sont influencées par l'exercice ou le repos (trop prolongés), les conditions météorologiques, et le stress.
L'examen clinique retrouve des points douloureux spécifiques à la pression (palpation digitale).
Aux États-Unis, sur la base d'un sondage internet de 2 596 patients fibromyalgiques, ces douleurs chroniques ne seraient pas le symptôme le plus invalidant parmi les autres troubles présentés, tels que la raideur matinale, la fatigue chronique ou le sommeil non réparateur. Par ailleurs, la Société française de rhumatologie indique, sur son site grand public, que « cette douleur chronique n'entraîne jamais de paralysie. Il n'y a pas de risque de fauteuil roulant », mais « la survenue imprévue de poussées douloureuses rend difficile tout projet pour les malades et est un facteur de désocialisation ».

### Hypersensibilité
Les patients souffrant de fibromyalgie manifestent une hypersensibilité à d'autres stimuli, tels que les lumières vives, les bruits forts, les parfums et le froid. Une synthèse d'articles a révélé qu'ils présentent un seuil de douleur au froid plus bas. Des recherches supplémentaires ont également souligné une hypersensibilité acoustique.

### Autres troubles subjectifs
Les troubles du sommeil existent chez 60 à 90 % des fibromyalgiques : difficultés d'endormissement, réveils nocturnes, fatigue musculaire au réveil, sensation matinale de sommeil non récupérateur. Dans la journée, une fatigue chronique est présente, elle est aussi fluctuante, mais d'intensité jugée plus sévère que les douleurs.
Les troubles cognitifs sont les difficultés de concentration, d'attention, et de troubles de mémoire (mémoire de travail et à court terme).
Des troubles anxiodépressifs peuvent être présents, le plus souvent réactionnels (à la suite d'un événement stressant). On ne retrouve pas de syndrome dépressif proprement dit (dévalorisation de soi, auto-accusation, absence de désir ou de motivation…), ni de tendance suicidaire.
Il apparaît que la fatigue et les troubles anxiodépressifs dans la fibromyalgie pourraient être la conséquence des douleurs chroniques prolongées et de l'errance des patients dans le système de soin.

### Pathologies associées
Les fibromyalgiques ont souvent une histoire présente ou passée d'autres syndromes douloureux ou maladies fonctionnelles chroniques, telles que : le syndrome de l'intestin irritable, la migraine, un syndrome prémenstruel, une endométriose, un syndrome algodysfonctionnel de l'appareil manducateur, cystite interstitielle, cholécystite chronique,,…

### Formes cliniques
Il existe diverses formes de sévérités à la fibromyalgie, pouvant éventuellement correspondre à diverses causes, ou à différentes variantes de la maladie. La problématique étant de trouver une échelle (un marqueur) de sévérité fiable, inexistant du fait qu'aucun marqueur n'a encore été mis au jour. Chaque fibromyalgique a ses cycles, ses symptômes, d'intensités et de durées variables. Les variantes d'atteintes de fibromyalgies sont très larges, d'une fibromyalgie peu sévère permettant de garder une vie presque « normale » à la fibromyalgie sévère handicapante il y a un panache de variantes très difficilement classifiables.
La subjectivité, l'interprétation de ses symptômes, l'interprétation du médecin, la tolérance à la douleur, les aléas des symptômes, les rémissions, les intensités, les amplitudes, la gestion psychologique, la chronicité, les échecs thérapeutiques, les échecs de dialogue, de compréhension, ainsi de suite, amènent une pathologie très complexe pour le patient, et encore plus complexe à transmettre.
Un tiers des fibromyalgiques déclenchent une dépression, voire un état névrotique[réf. nécessaire], pour certains du type réactionnel (charge psychologique, atteinte neurologique sévère). La prévalence de la dépression est plus importante chez les patients souffrant de fibromyalgie que dans la population générale, mais elle reste comparable à celle qu’on observe dans d’autres contextes de douleurs chroniques.
Ce syndrome restant mal perçu et peu reconnu, tant par l'entourage que par les administrations et certains médecins, il peut pousser les personnes malades à l'isolement, voire à la dépression ou à la culpabilité de souffrir et de devenir handicapé par cet état douloureux et épuisant.

## Physiopathologie
La sensibilité à la douleur dans une population se répartit selon un large continuum selon une courbe de Gauss, en forme de cloche où la majorité de la population est proche du sommet (moyenne habituelle). La prédisposition génétique et les facteurs environnementaux déterminent la place de chaque individu dans cette courbe, les personnes peu sensibles ou très sensibles à la douleur se trouvant aux deux extrémités de la courbe.
Les causes et les mécanismes de la fibromyalgie sont mal connus. Elle est considérée comme une perturbation de la régulation de la douleur touchant les systèmes de perception, de transmission et de modulation, aboutissant à une hypersensibilité à la douleur ou allodynie généralisée (des stimuli normalement ressentis comme indolores sont perçus comme douloureux).
Elle est souvent classée comme un syndrome de sensibilité centrale (CSS), où le cerveau n'est plus capable de gérer la douleur.

### Possible origine auto-immune
Une étude de 2021 permet d'envisager la piste d’une maladie auto-immune (causée par des auto-anticorps). Les chercheurs ont injecté à des souris des anticorps (IgG) provenant de personnes vivant avec la fibromyalgie et ont observé que les souris ont rapidement développé une sensibilité accrue à la pression et au froid, ainsi qu'une réduction de leur force. En revanche, les souris auxquelles on a injecté des anticorps provenant de personnes en bonne santé n'ont pas été affectées, ce qui prouve que les anticorps du patient sont à l'origine de la maladie, ou du moins y contribuent de manière significative.
Les résultats du professeur Anderson montrent que ces IgG produisent des hypersensibilités sensorielles douloureuses en sollicitant les neurones nociceptifs dans le ganglion spinal,,. D'ailleurs, les souris auxquelles on avait injecté des anticorps provenant de patients atteints de la fibromyalgie se sont rétablies après quelques semaines, lorsque les anticorps avaient disparu de leur corps. Ce résultat suggère fortement que les thérapies qui réduisent les niveaux d'anticorps chez les patients sont susceptibles d'être des traitements efficaces.

### Données neurophysiologiques
Il existe chez les fibromyalgiques des anomalies du seuil de perception douloureuse au chaud et au froid, et autres stimuli avec une perte de contrôle inhibiteur (normalement une douleur perçue à un endroit du corps inhibe la perception d'une autre douleur à un autre endroit).

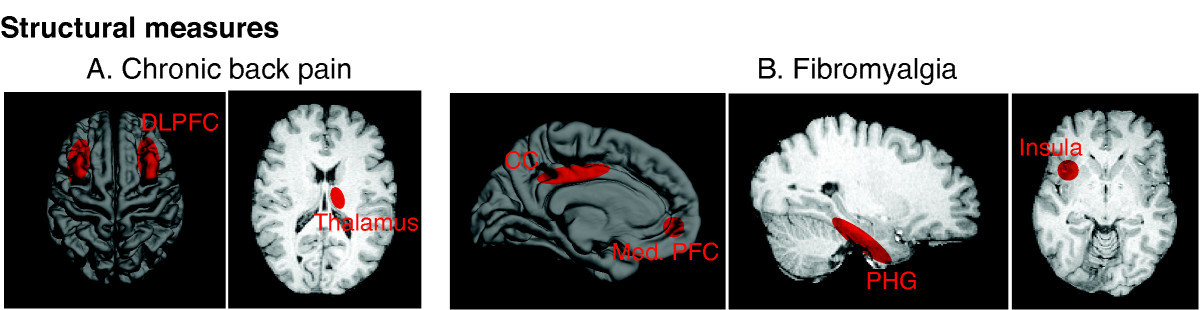
Changements supposés des structures cérébrales au cours de la fibromyalgie, reproduits sur une IRM

Ces phénomènes seraient surtout amplifiés au niveau central, par altération du système limbique (gestion et intégration de la douleur, mais aussi régulation du sommeil, de l'humeur et de la fatigue). Des anomalies ont été mises en évidence par l'imagerie cérébrale fonctionnelle : circulation sanguine diminuée dans le thalamus, des ganglions de la base et de certaines zones médianes du cerveau,. Comparativement à des personnes saines, ces zones sont moins actives (hypoactivité) à douleur égale, et ont une activation différée, dans la réaction à la douleur,.
D'autres zones du cerveau montrent en revanche une hyperactivité des patients à la stimulation douloureuse, en particulier, les zones liées à la douleur comme le cortex somatosensoriel primaire et secondaire ; ou encore une activité anormale dans les zones du cerveau associées à des stimulus en principe non douloureux.
Dans le liquide cérébrospinal, les études indiquent une concentration plus élevée de neurotransmetteurs excitateurs, liés à la perception de la douleur. C'est le cas du glutamate, de la substance P, du facteur de croissance nerveuse (NGF Nerve Growth Factor).
En revanche, on retrouve des niveaux plus faibles des neurotransmetteurs inhibiteurs du système nerveux central comme le GABA, la sérotonine, la dopamine et leurs dérivés.
Des études génétiques visent à confirmer le lien entre les gènes de synthèse de certains neurotransmetteurs et la fibromyalgie ; mais ces gènes impliqués sont nombreux, variables selon les auteurs, chaque gène ayant une faible contribution.

### Autres données
Une étude montre une association entre la colonisation bactérienne chronique de l'intestin grêle (SIBO en anglais), le syndrome du colon irritable et la fibromyalgie, troubles fréquemment associés chez le même patient. Dans le cas d'une association avec une maladie cœliaque, l'observance d'un régime sans gluten peut simultanément améliorer les symptômes de la maladie cœliaque et de la fibromyalgie,.
Le fait que la fibromyalgie soit liée au stress a orienté les recherches vers l'étude de l'axe neuroendocrinien (hypothalamus, hypophyse, surrénales) et du système nerveux sympathique. En 2017, les études sont insuffisantes pour accepter ou rejeter une anomalie spécifique de fonctionnement à ces niveaux.
De nombreux travaux ont cherché à montrer qu'il s'agissait d'une maladie musculaire ou située à ce niveau (lésion histologique du muscle ; trouble de la microcirculation conduisant à une ischémie locale ; dysfonctionnement neuromusculaire…). Mais les troubles constatés sont plutôt la conséquence que la cause.

## Facteurs associés
Il est possible que les différentes variantes de fibromyalgie soient liées à une combinaison d'un ou plusieurs facteurs associés.

### Prédisposition génétique
Outre le fait que cette maladie touche beaucoup plus de femmes que d'hommes, il existe de nombreux indices qu'un facteur génétique puisse jouer un rôle important dans le développement de la fibromyalgie. Par exemple, il existe une prédisposition familiale à la fibromyalgie et à d'autres états douloureux chroniques.
Des recherches ont montré que la fibromyalgie est associée à des variations (ou polymorphisme) sur les gènes de production de différents neurotransmetteurs. Cependant ces polymorphismes ne sont pas spécifiques à la fibromyalgie, et sont associés à une variété d'autres maladies (comme le syndrome de fatigue chronique, syndrome de l'intestin irritable et certaines formes de dépression).
Les études de jumeaux suggèrent que le risque de développer une fibromyalgie serait génétique à 50 %, et environnemental à 50 %.

### Troubles du sommeil
Les premières découvertes objectives associées à la maladie ont été rapportées en 1975 où a été démontrée la présence d'ondes alpha (associées usuellement à des phases de sommeil léger) anormales en phase 4 (sommeil profond) durant l'électroencéphalogramme de patients fibromyalgiques. En fait, en interrompant le sommeil de phase 4 constamment sur des sujets jeunes et en bonne santé, Moldofsky et son équipe ont été capables de reproduire une tension musculaire supposée comparable à celle des patients fibromyalgiques. Cependant ces sensations ont disparu lorsque les sujets ont pu retrouver un sommeil normal.
De nombreuses études confirment des anomalies du sommeil variées dans des sous-groupes de patients fibromyalgiques, dont le manque de sommeil profond. On remarque également des niveaux de cytokine élevés chez les personnes manquant de sommeil, mais on ne sait si ce niveau de cytokine est la cause ou la conséquence du manque de sommeil.

### Facteurs environnementaux
Des facteurs de stress peuvent entrainer des états douloureux, mais qui ne dépassent pas plusieurs semaines chez le sujet normal. La fibromyalgie pourrait être déclenchée ou aggravée par ces mêmes facteurs avec un état douloureux prolongé et persistant bien au-delà d'un délai normal. Les facteurs reconnus sont :
- Stress psychologique ; syndrome de stress post-traumatique (accident grave, guerre, catastrophe, violences sexuelles, violences domestiques ou conjugales…)
- Certaines infections comme : le virus d'Epstein-Barr, la maladie de Lyme, la fièvre Q, les hépatites virales…

Il existe aussi des hypothèses mettant en cause des toxines environnementales. Dans ce cadre la fibromyalgie serait à rapprocher des maladies auto-immunes et inflammatoires, dont l'hypersensibilité chimique multiple.

## Diagnostic
Le diagnostic de fibromyalgie est un diagnostic d'élimination, c'est-à-dire qu'il ne peut être posé qu'en dernier, après avoir éliminé les autres causes possibles. L'interrogatoire est une étape cruciale (entretien long et détaillé), et l'examen clinique aussi complet que possible.
Cet examen clinique est en principe normal, en dehors d'une douleur à la pression des tissus mous (hyperalgésie). Les différents questionnaires utilisés pour la recherche ne sont pas utiles dans la pratique. Les examens biologiques simples sont normaux : hémogramme, mesure de la vitesse de sédimentation, dosage de la protéine C réactive, de la créatine kinase… Ils indiquent surtout l'absence d'un syndrome inflammatoire.
En fonction du contexte, d'autres examens comme le dosage de la TSH peuvent être nécessaires pour éliminer d'autres causes. La recherche d'anticorps antinucléaire, lorsqu'elle est faite, est parfois positive à taux faible, ce qui ne porte pas à conséquence en l'absence de contexte évocateur,.
En première intention, si aucun signe d'alarme d'une autre pathologie n'est détecté, il est inutile de poursuivre les investigations, sauf apparition d'un élément nouveau, devant un patient ayant des douleurs multifocales diffuses, non explicables (pas de causes connues retrouvées), et répondant aux caractéristiques cliniques ou critères de classifications.

### Diagnostic différentiel
Cette étape permet donc d'éliminer des pathologies telles que des douleurs liées à la prise de certains médicaments comme les statines, des pathologies psychiatriques, neurologiques ou endocriniennes, et des rhumatismes.
En France, quelques affections donnant aussi des douleurs musculaires plus ou moins diffuses peuvent poser des problèmes particuliers (diagnostic différentiel ; ou état-frontière ou chevauchant ; ou entités controversées) comme le syndrome de fatigue chronique, la myofasciite à macrophage (controversée), les troubles musculosquelettiques des travailleurs, un syndrome d'Ehlers-Danlos (atteinte du tissu conjonctif), la spasmophilie (entité française abandonnée au profit de l'attaque de panique).

### Critères diagnostiques
Le diagnostic de la fibromyalgie est difficile à établir. À ce jour, aucun examen de laboratoire ou radiologique ne permet d'affirmer positivement le diagnostic. Celui-ci reste donc essentiellement un diagnostic par élimination.

#### Premiers critères
Les premiers critères de classification ont été élaborés en 1990 par le Collège américain de rhumatologie, souvent surnommés critères « ACR 1990 ». Ils définissent la fibromyalgie suivant la présence des points suivants : un historique de douleur répandue sur tout le corps, depuis plus de 3 mois, et affectant l'ensemble des quatre quadrants du corps (les deux côtés droit et gauche, et au-dessus et en dessous de la ceinture) ; des points douloureux, au nombre de 18 (bien que le patient puisse avoir mal à d'autres endroits du corps).
Durant l'examen, le médecin doit exercer une pression digitale avec une force approximative de 4 kg sur ces points. Le patient doit ressentir une douleur (un point sensible n'est pas considéré comme douloureux) sur au moins 11 de ces points pour que la fibromyalgie puisse être confirmée.
Il faut noter que la localisation et le nombre des points douloureux peut varier selon les périodes, les circonstances… Cet ensemble de critères a été créé dans le but de classifier les individus comme ayant la fibromyalgie, à des fins de recherche. Sa marge d'erreur considérée comme faible, ainsi que l'absence d'un autre test plus précis ont établi ce test de facto pour le milieu clinique.

#### Révision de 2010
La recherche des points douloureux, qui était nécessaire pour le diagnostic d'après les recommandations de l'ACR de 1990, n'est plus requise d'après la révision de ces recommandations en 2010,. Le patient indique lui-même ses douleurs sur un schéma en remplissant un questionnaire (pour enquêtes épidémiologiques).
Ces nouveaux critères retrouvent les mêmes individus remplissant les critères de 1990, mais en détectant plus de patients masculins. En intégrant l'ensemble des symptômes (et moins le nombre et la localisation des points douloureux), ils permettent de concevoir la fibromyalgie comme un continuum (constitué d'un cœur central caractéristique en continuité avec des formes différentes) ou « fibromyalgia-ness » (multi-fibromyalgies ou états fibromyalgiques).

#### Révision de 2016
Les critères diagnostiques révisés de 2016 utilisent un score global (nombre de zones douloureuses répertoriées de 0-19), et un score de sévérité de 0-12, le diagnostic de fibromyalgie n'excluant pas une pathologie associée,.
Ce type d'approche tend à remplacer une distinction datant des années 1980, celle entre une fibromyalgie primitive (sans cause ou facteur associé retrouvé, entité alors discutée) et des fibromyalgies secondaires liées à un ou plusieurs facteurs associés reconnus (comorbidités),.

## Traitement
Il existe des solutions ayant des effets cliniques prouvés, incluant certains médicaments, la remise en mouvement et une éducation du patient. La meilleure approche parait être une combinaison de moyens médicamenteux et non médicamenteux en faisant du patient un participant actif aux traitements. Une prise en charge globale et individualisée du patient est nécessaire.

### Médicaments
Ils sont représentés par les analgésiques, les décontractants musculaires, les antidépresseurs et les antiépileptiques, ces deux derniers étant prescrits pour leurs effets antalgiques sur le système nerveux central. Les anti-inflammatoires non stéroïdiens et les opiacés, qui n'ont pas démontré d'efficacité, sont déconseillés. Les infiltrations des points douloureux sont parfois utilisées pour gérer une enthésiopathie particulièrement invalidante.

#### Analgésiques et antidépresseurs
Les antidépresseurs les plus efficaces semblent être ceux de la classe des tricycliques, avec une amélioration de la qualité de vie et la diminution des douleurs, il s'agit notamment de l'amitriptyline. Parmi les antidépresseurs non-tricycliques, on peut citer la fluoxétine qui est un inhibiteur de la recapture de la sérotonine (IRS).
Bien que reconnu par la Food and Drug Administration, aucun n'est actuellement reconnu par l'Agence européenne des médicaments.

#### Antiépileptiques (Lyrica et Neurontin)
Le Lyrica (Prégabaline), aurait, selon certaines études de son laboratoire d'origine, une bonne efficacité antalgique sur la maladie. Il a été autorisé à la vente pour cette maladie au Canada et aux États-Unis. Bien que la commission européenne ait accordé son feu vert pour sa mise sur le marché, il a été refusé par l’Agence européenne des médicaments en avril 2009 pour traiter la fibromyalgie, celle-ci jugeant son efficacité insuffisamment démontrée par rapport au placébo, et en regard des risques qui eux sont bien réels liés à ses effets secondaires.
Le Neurontin est basé sur une molécule similaire (Gabapentine) et fut recommandé pendant un temps pour la fibromyalgie[réf. nécessaire]. Il est également contesté pour des effets secondaires également forts. En 2004 (pour Neurontin) et en 2009 (pour le Lyrica notamment) ont éclaté deux scandales, ayant pour sources des études scientifiques truquées et frauduleuses. Celles-ci auraient été créées de toutes pièces pour démontrer une efficacité de ces produits, qui n'existerait pas.

#### Antidépresseurs (Duloxétine et Milnacipran)
Pour les mêmes raisons que le Lyrica, l'Agence européenne des médicaments a refusé la mise sur le marché pour la fibromyalgie de la duloxétine (médicament Cymbalta/Xeristar). Quatre essais, indépendants du Laboratoire Lilly, n'auraient pas permis d'améliorer l'état des patients souffrant de fibromyalgie,.
L'Ixel (milnacipran), utilisé pour le traitement de la dépression et produit par les Laboratoires Pierre Fabre, a obtenu l'autorisation de la Food and Drug Administration aux États-Unis, pour le traitement de la fibromyalgie. Selon une publication de l'Agence canadienne des médicaments et des technologies de la santé datée de février 2008, « les premières données laissent penser que le milnacipran serait bénéfique chez certains patients atteints de fibromyalgie, mais son utilisation pourrait être limitée par ses effets indésirables. Davantage d’études sont nécessaires pour évaluer l’innocuité et l’efficacité du milnacipran, déterminer la posologie optimale, confirmer la durée des effets positifs et préciser le rôle de ce médicament par rapport à d’autres traitements contre la fibromyalgie et en association avec ceux-ci ».
Cette agence déclare que lors d'une étude de phase II, 17 des 18 patients ayant abandonné en raison d’effets indésirables se trouvaient dans les groupes sous milnacipran. En moyenne 30 à 35 % des patients se retirent des tests sur le milnacipran, majoritairement ceux ayant le médicament et non un placebo, ce qui pourrait sous-entendre des effets secondaires importants, ou une inefficacité du produit. L'agence canadienne déplore des études faibles au niveau de la méthodologie, une absence de comparaison à d'autres médicaments, des taux de retrait élevés, et plus importants chez les patients avec minalcipran que ceux avec un placebo.
Une demande d'agrément du milnacipran pour la fibromyalgie auprès de l'Agence européenne des médicaments est à l'étude[réf. nécessaire].

#### Naltrexone à faible dose
La naltrexone à faible dose (en anglais : Low Dose Naltrexone, LDN) a montré son intérêt clinique et économique contre les douleurs spécifiques liées à fibromyalgie, dans un essai mené auprès de quelques patientes,, notamment en exerçant un effet anti-inflammatoire dans le système nerveux central, via une action sur les cellules microgliales.
Une méta-analyse publiée en 2019 montre la non-toxicité de la naltrexone pour les patients souffrant de fibromyalgie.
Plusieurs études se poursuivent pour évaluer l'efficacité de différentes faibles doses de naltrexone ainsi que leur association avec du dextrométhorphane, un autre inhibiteur microglial[réf. nécessaire].

### Traitements non médicamenteux
Les thérapies non-pharmacologiques les plus étudiés et donnant les meilleurs résultats (souvent supérieurs aux médicaments) sont l'éducation du patient, les thérapies cognitives et comportementales, et l'exercice. L'éducation consiste en un encouragement du patient, avec un accompagnement physique, nutritionnel et psychologique.

#### Régime pauvre en FODMAP
Un régime favorisant les aliments contenant peu de substances facilement fermentescibles par les bactéries intestinales, à savoir les oligo-, di-, monosaccharides et polyols (FODMAP) est un traitement qui pourrait diminuer les symptômes de la fibromyalgie et améliorer le score de qualité de vie.
Ce régime, tout en constituant une approche équilibrée sur le plan nutritionnel, est efficace pour contrôler les symptômes du syndrome de l'intestin irritable et de la colonisation bactérienne du grêle, qui sont très souvent présentes chez les patients fibromyalgiques. Il corrige également le surpoids qui est un facteur aggravant de la fibromyalgie. Une étude récente a montré des résultats encourageants dans une cohorte de patients composée de 37 % de personnes en surpoids et de 34 % d'obèses.

#### La remise en mouvement
L'exercice aérobie améliore la douleur, les fonctions et le bien-être global. Le meilleur type d'exercice n'a pas été déterminé (balnéothérapie ou exercice à sec), ces exercices doivent alterner avec des moments de repos (différentes méthodes de relaxation). La prise en charge doit être individualisée pour une meilleure adhésion du traitement. Leur application pratique est limitée par l'accès à ce type de soin et leur adaptation à la vie du patient.
Chez certains patients il sera nécessaire d'envisager uniquement des techniques douces, du moins au début de la revalidation, telles que le Qi Gong ou le Tai-chi-chuan thérapeutique, sortes de gymnastique chinoise à partir de mouvements ralentis issus d'arts martiaux, semblent efficaces sur les symptômes de la fibromyalgie, même si un effet placebo ne peut être exclu du fait de l'impossibilité triviale de comparaison en aveugle,.

#### Relaxation et gestion du stress
Les thérapies cognitives et comportementales donnent des stratégies d'adaptation et de confiance en soi. Les TCC permettent aussi de travailler le ressenti douloureux, en décentrant le patient de ses douleurs par un remodelage attentionnel: la douleur est d’autant moins vive que l’attention du patient se concentre sur d’autres sujets. Le travail en TCC va également restructurer (restructuration cognitive) les représentations pessimistes du patient. quant aux conséquences de la maladie… La restructuration cognitive va aider le patient à développer des solutions ou des aménagements. De plus, le travail TCC cible les évitements que la peur de la douleur amène le patient à s'imposer. En effet, par crainte de la douleur, le patient renonce à certaines situations qu'il pense pouvoir déclencher des douleurs. Le travail TCC permet là aussi de développer des solutions.
L'hypnose thérapeutique, la thérapie cognitive basée sur la pleine conscience (ou mindfullness), diverses formes de psychothérapie de la douleur et autres méthodes psychocorporelles.
D'autres préféreront la chiropratique, le yoga ou différents types de massages.
Dans une étude pilote, des patients atteints de fibromyalgie qui ont été soignés au centre de santé ayurvédique Maharishi de Norvège ont montré une amélioration significative des symptômes encore six mois après le traitement.
Une autre étude pilote suggère que les traitements et les programmes de promotion de la santé proposés au centre de santé ayurvédique Maharishi en Norvège (incluant la méditation transcendantale) conduisent à une réduction à long terme des symptômes de la fibromyalgie.

#### Gestion des douleurs
L'acupuncture ne montrerait pas de bénéfices en comparaison à l'acupuncture placebo,.
Le cannabis médical et le cannabidiol ou CBD auraient des effets sur la gestion des douleurs chroniques associées à la fibromyalgie,.
Différentes techniques de neurostimulation sont susceptibles de traiter des douleurs ostéomusculaires, en particulier la neurostimulation électrique transcutanée (TENS) pour traiter les douleurs périphériques.
De nouvelles techniques sont en développement pour traiter des douleurs d'origine centrale au niveau cérébral : principalement la tDSC ou stimulation transcrânienne à courant direct (champ électrique), et la TMS ou Transcranial Magnetic Stimulation (champ magnétique).

## Histoire
L'étymologie du terme vient d'une part du latin fibra, « fibre », et d'autre part du grec ancien avec myos et algos, respectivement « muscle » et « douleur ». D'autres expressions peuvent désigner la même entité : syndrome polyalgique idiopathique diffus, fibromyosite, fibrosite, polyenthésopathie, fibromyalgie primitive.

### Période pré-moderne
Guillaume de Baillou (1538-1616) est le premier à utiliser le terme de « rhumatisme » dans un sens moderne.
Au cours du XVIIIe siècle, les médecins distinguent un « rhumatisme musculaire » dont les douleurs sont situées dans les muscles et autres tissus mous, du « rhumatisme articulaire » (douleurs et raideurs des articulations). Durant le XIXe siècle, ce « rhumatisme musculaire » fait l'objet d'une double approche, l'une basée sur la recherche d'une lésion causale (anatomie pathologique), l'autre sur celle d'un mécanisme causal (physiopathologie).

#### Approche anatomopathologique
Dans les pays allemands et scandinaves, le rhumatisme musculaire est considéré comme une pathologie de structure, dans le cadre de l'anatomie pathologique de Rudolph Virchow. L'examen clinique distingue des nodules palpables du muscle, par atrophie et fibrose, à traiter par massages et électricité. Cette approche est représentée par les travaux de Robert Froriep (en) (1804-1861) et de Johann Georg Mezger (nl)(1838-1909).
En 1876, Uno Helleday (sv) propose le terme de chronic ou rheumatic myitis se présentant comme des myalgies associés à des nodules sensibles dont la détection nécessite une technique particulière de palpation (compression et percussion).
Le mécanisme envisagé est alors celui d'une atrophie musculaire remplacé par du tissu conjonctif. Les nodules sensibles s'expliqueraient par une exsudation (libération de liquide) des capillaires, de nature inflammatoire (à l'époque l'inflammation n'est pas encore un phénomène cellulaire).

#### Approche physiopathologique
En France et au Royaume-Uni, le « rhumatisme musculaire » est vu comme une inflammation du tissu conjonctif et fibreux, ceci dans le cadre de la physiopathologie de Xavier Bichat (1771-1802). Cette notion mène directement au concept de fibrositis, terme qui sera introduit en 1904 par Sir William Gowers pour désigner un mécanisme supposé « processus morbide, manifestation à partir d'une origine de nature inflammatoire ».
En 1841, François Valleix, dans son Traité des névralgies décrit des points douloureux à la palpation, pas toujours reliés à une douleur spontanée, ou à la distribution ou point d'émergence de nerfs périphériques. Cependant sous l'influence de Valleix, puis de Charcot (1825-1893), l'école française s'oriente plutôt soit vers des lésions nerveuses périphériques, soit vers la « névrose hystérique ».

### Désintérêt relatif auXXesiècle
Au tournant du XXe siècle, les différentes approches semblent converger vers une synthèse. En 1904, Ralph Stockman (en)(1861-1946) publie des photomicrographies de ces nodules musculaires, mais ces travaux non reproductibles ne sont pas validés. Il en est de même de la valeur des nodules palpables qui se retrouvent chez des sujets en bonne santé, sans autre symptômes, et sur lesquels les désaccords persistent (détection, localisation, taille, évolution... de ces nodules).
L'attention se reporte alors vers les points signalés par Valleix (sensibles à la palpation mais non nodulaires) sans rapport direct avec une distribution nerveuse anatomique. Ce type d'études est mené par quelques auteurs américains, britanniques et australiens dont les travaux mènent aux notions de nerve point, de douleur à distance ou de trigger point (zone ou point-gâchette), ou encore de myofascial pain (douleur myofasciale).
Dans les années 1940, il n'existe aucun accord sur les définitions, la place et la nature des « rhumatismes musculaires » dépourvus de base organique puisque, contrairement à leur dénomination fibrositis, on ne retrouve aucune anomalie structurelle ou inflammatoire. La perte d'intérêt est d'autant plus manifeste que le concept de « discopathie » (dégénérescence et hernie du disque intervertébral) devient prédominant, ces « discopathies » expliquant de nombreux symptômes auparavant rattachés à la « fibrosite ».
Pour certains, vu le fait qu'elle affecte majoritairement des femmes, la fibrositis est classée dans le groupe depuis contesté des hystéries féminines. En France, jusqu'aux années 1970, ce genre d'affections appartient aux « psychalgies » ou « algies psychogéniques », comme la cervicodorsalgie essentielle ou bénigne des femmes jeunes. Ces troubles sont considérés comme des inadaptations au travail féminin (couturières, dactylos…), comme des conflits intra-psychiques, ou comme un équivalent dépressif. Cela a été supposé à partir du fait que les douleurs résistent aux analgésiques musculaires usuels à l'époque.
Il existe cependant un paradoxe : les muscles squelettiques représentent la plus grande partie du corps, en étant le plus exposés, et pourtant les manuels de médecine ne traitent que des maladies musculaires les plus rares comme les myopathies ou la myasthénie, alors qu'un nombre toujours croissant de personnes souffrant de douleurs musculaires diffuses cherchent des soins auprès de la médecine officielle, ou à défaut avec des pratiques alternatives. Au cours des années 1970, il apparait que le terme fibrosite doit être définitivement écarté, et l'approche du problème complètement renouvelée.

### Période moderne
En 1976, le terme fibromyalgia est utilisé pour la première fois, pour décrire les symptômes, du latin : fibra (fibre), et du grec myo (muscle) et algos (douleur), mais la diffusion du terme est attribuée à une publication de 1977 par deux auteurs canadiens. La fibromyalgie ou syndrome fibromyalgique est alors envisagée comme un objet d'interrogation, plutôt qu'un objet de savoir.

#### États-Unis
Muhammad B. Yunus publie en 1981 les premières études cliniques contrôlées des symptômes de la fibromyalgie,. Ces études, confirmées par d'autres, reconnaissent l'existence d'un syndrome spécifique : l'association des symptômes à l'interrogatoire, aux points sensibles à l'examen, est validée. D'autres études montrent qu'il existe une association avec des troubles du sommeil reconnus à l'EEG ; et qu'il n'y a pas d'association entre ce syndrome et une anomalie psychologique ou psychiatrique particulière.
En 1987, sous le titre Fibromyalgia syndrome. An emerging but controversial condition, l'affection est présentée dans une étude d'ensemble publiée dans le JAMA. Renommée fibromyalgie, et « bien que pour certains auteurs, elles ne soit pas une entité à part entière », elle est reconnue comme fréquente aux États-Unis et pouvant être diagnostiquée de façon simple « dans des cadres cliniques appropriés ».
En 1990, l'American College of Rheumatology committee (ACR) en définit les critères en 1990. Au départ, ces critères étaient destinés à des buts de recherche, et non pas à être appliqués en pratique clinique.

#### France
Marcel-Francis Kahn ré-introduit en France l'étude de la fibrosite dans les années 1970. En inventoriant les diagnostics de 5000 patients consultant en rhumatologie (Hôpital Lariboisière, service du professeur de Sèze), il note 6 % de cas stéréotypés mais classés « polyalgies psychosomatiques » voire « imaginaires » et même « simulées ». En consultant la littérature, il découvre que ces cas sont décrits par les auteurs anglo-saxons sous le nom de fibrositis,.
Il propose d'abord le terme de polyentésopathie, puis celui de « syndrome polyalgique idiopathique diffus » (SPID) dans les années 1980, mais le terme fibromyalgia a prévalu au niveau international, et a été francisé en « fibromyalgie ».
Selon Kahn, la fibromyalgie est fréquente chez les sujets originaires du Maghreb alors qu'elle plus rare en Asie, et absente chez les femmes originaires d'Afrique Noire. La fibromyalgie en Afrique du nord correspondrait à un syndrome douloureux désigné sous le terme de « coulchite », de l'arabe coulchi signifiant « tout, partout » (contraction de l’arabe classique « koul shay »).

## Reconnaissance

### Niveau international

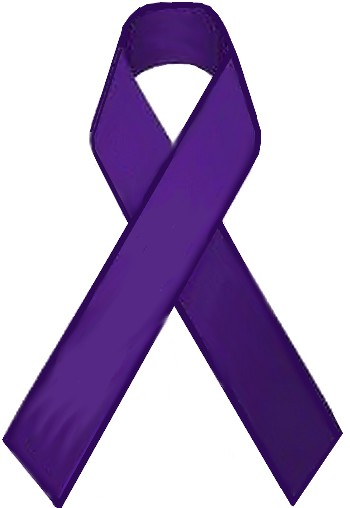
Ruban couleur internationale de la fibromyalgie

En 1992, l'Organisation mondiale de la santé reconnaît la fibromyalgie comme maladie rhumatismale, distincte des troubles psychosomatiques. Une journée internationale a été retenue le 12 mai pour mobiliser les malades et la population ; ce jour anniversaire est celui de la naissance de Florence Nightingale, née le 12 mai 1820 à Florence, elle était infirmière et elle-même atteinte de fibromyalgie.
La fibromyalgie était codée M 70.0 comme rhumatisme non spécifié dans la classification internationale des maladies (CIM). Depuis janvier 2006, elle est codée sous M 79.7 sous son propre nom, indiquant qu'il s'agit d'une maladie reconnue à part entière.
La première semaine européenne contre la fibromyalgie est lancée du 20 au 26 octobre 2007 ; et la première année européenne contre la fibromyalgie en 2009. Ces manifestations sont organisées par l'Association européenne pour l'étude de la douleur, mais à cette date, la fibromyalgie n'est pas inscrite dans le répertoire officiel des maladies de l'Union Européenne.
En 2010 et 2011, les critères américains de 1990 de l'ACR font l'objet d'une révision, celle de 2011 étant destinée à des fins épidémiologiques.
En 2017, la chanteuse-actrice Lady Gaga annonce publiquement qu'elle souffre de fibromyalgie apportant ainsi de la visibilité aux personnes atteintes.

### En France
Officiellement, en 2005, le gouvernement estimait qu'environ 2 % de la population française était atteinte de fibromyalgie, environ 1,3 million de Français. Carole Robert, pour l'association Fibromyalgie France, estimait en avril 2007 que plus de 3 millions de Français seraient concernés (soit autant que l'ensemble des personnes atteintes de maladies rares en France, selon les chiffres transmis par le ministère de la Santé et des Solidarités en mai 2006). 
En 2006, le ministre de la Santé a commandé un rapport sur la fibromyalgie à un groupe de travail de l'Académie nationale de médecine, coordonné par Charles Joël Menkes (rhumatologue) et Pierre Godeau (interniste), rendu en janvier 2007. Ce rapport émet un avis favorable sur « la réalité de ce syndrome douloureux chronique et même sa fréquence », mais « tout en entretenant des doutes sur la légitimité d'en faire une maladie, avec les conséquences médico-sociales qui peuvent en résulter ». Le rapport note aussi la difficulté de mesure des symptômes en raison du « caractère subjectif des troubles invoqués (douleur, fatigue, mal-être, troubles du sommeil) […] » ou encore le caractère « artificiel et abusif des critères de classification quand on les utilise à tort comme critères de diagnostic ».
En 2010, la Haute Autorité de Santé publie un rapport d'orientation sur le syndrome fibromyalgique faisant le tour des enjeux et débats en France et dans le monde.

## Problématiques
L'histoire et les processus de reconnaissance de la fibromyalgie entraînent des débats sur la nature de l'affection, considérée comme une « construction sociale » ou du moins dont les causes/conséquences psychosociales seraient plus importantes que les aspects biomédicaux.

### Histoire et anthropologie du corps
Il existe une histoire du corps et de la douleur, dont les conceptions et les ressentis varient selon les périodes historiques et les cultures. En histoire de la médecine, Galien (129-216 ap.J.C.) voit la masse musculaire comme un parenchyme informe soumis à la stimulation des sens. Au XVIIe siècle Sténon et Borelli distinguent une fonction mécanique et «géométrique» des différents groupes musculaires reliés au système nerveux central. Les muscles sont l'intermédiaire par lequel «l'âme» met le corps en mouvement.
La pratique des autopsies et l'apparition de nouveaux moyens d'exploration fait appréhender le corps de manière toujours plus fine et morcelée. Au XIXe siècle, le discours médical devient prédominant, il tend à devenir le seul discours légitime sur le corps et la douleur. Cette approche médicale modifie les attitudes et les croyances populaires concernant le corps, les anciennes coexistant avec les nouvelles.

La société se médicalise avec le recours plus fréquent aux consultations médicales. Selon Olivier Faure, au cours du XIXe siècle, ces consultations sont un lieu d'apprentissage du discours médical :
« Apprentissage de mots pour dire les différentes formes de la douleur ; apprentissage d'une géographie pour dire les lieux de la souffrance ; apprentissage du temps médical pour dire le temps de la maladie (…) la consultation médicale a forcément accentué l'attention portée aux malaises physiques, désormais plus finement perçus parce que devant être dits selon une procédure précise ».
Un vocabulaire devient progressivement commun aux malades et aux médecins, le discours populaire se médicalise ; mais les mêmes mots peuvent recouvrir des réalités et des interprétations différentes. Entre celui qui énonce et celui qui interprète, il y a autant de compromis que de malentendus. Aussi la médicalisation du XIXe siècle, aussi réelle qu'elle soit, ne constitue pas une révolution totale. Le corps décrit par les médecins de l'époque reste un corps social, modifié par ses conditions d'existence physiques et sociales, et influencé par son psychisme.
Selon des approches d'anthropologie culturelle ou d'ethnopsychiatrie, le corps peut être vu comme un langage (moyen de communiquer), comme un passé (retraite dans un « bastion libidinal »), comme un outil (moyen économique).

#### Migrants
Dans la France industrielle et coloniale et jusque dans les années 1970, les médecins sont confrontés à la pathologie douloureuse des migrants, une pathologie qui, selon Franz Fanon, « bafoue » la science médicale : la médecine organique ne peut l'expliquer et la psychiatrie ne sait comment l'aborder.
Cette pathologie douloureuse dit « syndrome méditerranéen », « syndrome nord-africain », « cénestopathie des Arabes », « coulchite » ou « mal-partout » fait l'objet de colloques et de thèses. Des recherches montrent que d'autres phénomènes du même genre sont décrits ailleurs comme le « syndrome polonais » chez les mineurs du Nord, le « syndrome italien » en Belgique. En France même, on le retrouve chez les migrants de l'intérieur comme le « syndrome des bonnes bretonnes » à Paris, ou le « syndrome des alsaciens non francophones » incorporés dans l'armée française.
En 1980, le « syndrome des plaintes multiples » est associé à des conditions telles que la ruralité, le faible statut socio-économique, la confrontation avec un univers culturel indéchiffrable ou avec des changements sociaux rapides. Pour les psychiatres, il ne s'agit ni de simulation, ni de névrose (hystérique ou hypocondriaque), ni de maladie psychosomatique… mais qui pourrait se rapprocher du trouble « socio-somatique », expression utilisée par l'ethnologue Lévi-Strauss à propos des manifestations corporelles dans la culture vaudou.

#### Femmes

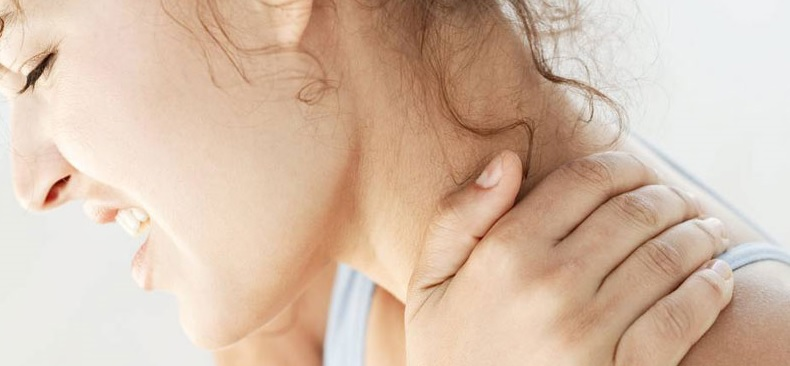
Fibromyalgie féminine : quelque chose qui va de la génétique moléculaire jusqu'à la trahison sexuelle.

Au cours du XXe siècle, une autre catégorie présente des troubles analogues : les jeunes femmes, qui présentent des douleurs bénignes, variables, à persistance tenace et résistantes aux traitements, en particulier les cervico-dorsalgies bénignes à points douloureux multiples. Dans la lignée de Charcot et de Freud, ces douleurs expriment un conflit extérieur ou intrapsychique, une culpabilité inconsciente, propres à la gent féminine, où la symbolique du dos serait celle de la trahison et de la sexualité. Le travail féminin étant un mécanisme compensateur insuffisant (« elle se croit heureuse, mais son dos lui oppose un démenti ».
Selon le rapport de la HAS (2010), l'émergence du syndrome fibromyalgique et sa meilleure prise en compte à partir des années 1970-1980 seraient liées à l'évolution du statut et des rôles sociétaux des femmes (travail et famille).

### Maladie ou syndrome
Le rapport de la HAS pose cette question en l'assimilant aux débats anglo-saxons sur le fait de savoir si la fibromyalgie est disease (maladie objectivée au sens médical) ou illness (état de mal être, souffrance…).
Pour les partisans de la disease, la fibromyalgie est une entité isolable et cohérente ayant une base organique (maladie sensorielle du système nerveux central). Les médecins ne devraient plus discuter de sa pertinence, et se concentrer sur la prise en charge des patients. Toute approche critique, contestant la fibromyalgie, conduirait à une médecine de faible qualité, peu soucieuse des besoins des patients (démarche centrée sur le patient).
Pour les partisans de l'illness, la fibromyalgie reste un ensemble de syndromes selon un continuum entre des formes sévères et des formes bénignes, les plus bénignes ne pouvant être diagnostiquées comme malades. L'absence de critères précis et de marqueurs clairs dans cet ensemble, conduit aussi à une médecine de faible qualité, mais de faible qualité scientifique, selon une médecine fondée sur les faits : « il est difficile de faire une étude sur rien ».
Cependant, cette distinction théorique disease / illness ne reflète pas exactement la distinction syndrome / maladie, celle qui est utilisée en pratique sur le terrain. Dans la démarche diagnostique réelle, toute maladie apparait d'abord comme syndrome (étape provisoire de diagnostic). Aussi même des partisans de la reconnaissance de la fibromyalgie comme M.F Kahn l'admettent d'abord comme un syndrome et non comme une maladie totalement déterminée, mais plutôt à découvrir ou à expliquer : « Qu'elle soit une maladie, un syndrome, un faisceau de syndromes, la fibromyalgie existe. Les praticiens la rencontrent et sont souvent bien embarrassés par elle ».

### Faut-il l'appeler par son nom?
Il existe un désaccord sur l'utilisation du terme fibromyalgie en tant qu'étiquette à révéler au malade.
Pour les uns, la révélation d'un diagnostic de fibromyalgie serait néfaste pour le patient. Le malade gagne en légitimité sociale, mais y perd en se concentrant sur ses symptômes. Il s'installerait un cercle perpétuel autovalidé, qui se diffuse dans le corps social comme une « sociopathie ». Le diagnostic fonctionne alors comme une prophétie autoréalisatrice, conduisant le malade à assumer son identité en se coulant dans le moule ainsi proposé.
Pour d'autres, le fait de nommer la maladie permet de rassurer le patient en errance diagnostique, de proposer une prise en charge, de prévenir les facteurs aggravants, de diminuer les symptômes. Des études suggèrent que ce type de prise en charge donne les meilleurs résultats, qu'il permet d'éviter la multiplication des consultations de spécialistes et des explorations coûteuses. D'abord instituée aux États-Unis, cette approche dite « parcours de soins » est en développement, et tend à devenir la règle.
Une revue de 36 études a révélé que la fibromyalgie représente un fardeau économique important pour les systèmes de santé. Les coûts annuels par patient ont été estimés à 35 920 dollars aux États-Unis et à 8 504 dollars en Europe.
Cette approche s'applique aussi aux autres douleurs chroniques et « syndromes médicalement inexpliqués ». Sur le plan pratique, les soignants qui contestent la fibromyalgie et ceux qui la reconnaissent peuvent se retrouver dans ces parcours de soins, où les limites de l'approche biomédicale sont reconnues ; chacun gardant ses options théoriques.
Ainsi, pour les médecins qui doutent de la fibromyalgie, il faut insister sur « l'importance du fait d'être franc sur l'état des connaissance relatives au syndrome fibromyalgique, tout en proposant une approche pluridisciplinaire (…) la "fibromyalgie" est un nom donné à ce genre de problème, pas la cause du problème ».

Ce type de problématique a été traité dans un ouvrage publié en 1992 aux États-Unis et dont la conclusion est :
« Aussi longtemps que les médecins se rappelleront que les maladies connues dépendent d'un savoir contemporain et de valeurs sociétales, ils seront capables de distinguer la sickness [mal-être ou souffrance socialement ressentie] de la disease [maladie objectivée médicalement]. Aussi longtemps que les patients se rappelleront que la disease est un modèle utile, mais qui ne peut pas s'accorder avec toutes les illness [mal être ou souffrance personnelle], ils réaliseront qu'ils ne sont ni fous, ni hypocondriaques. Comme Socrate le savait bien, il n'y a pas de honte, mais une grande liberté, à reconnaître notre ignorance. »